# Dustin the Turkey

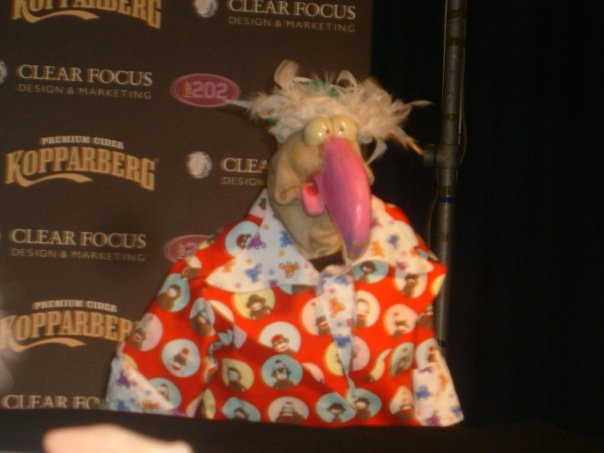
Dustin.

Dustin the Turkey é um fantoche que apresenta programas infantis na República da Irlanda.
Ele foi descrito como "a força de comédia mais subversiva na televisão irlandesa".
Participa com a canção "Irelande douze pointes" no Festival Eurovisão da Canção 2008.